# MAGIC PARTY
MAGIC PARTY（マジックパーティー）は、日本のJ-POP・エレクトロの男女ユニット。

## メンバー
- AIRI（アイリ） - ボーカル。解散後の2013年より「岡本愛梨」名義で活動[1]。
- 本田光史郎（ほんだこうしろう） - ベース・ミュージックコンポーザー。

## 略歴
- 1999年 本田光史郎は京都でMILKRUNを結成。2002年に「夜空へと」でメジャーデビュー。2004年バンド名をAUDIORULEZに改名し2005年4月まで活動をする。当時の所属事務所はビクターエンタテインメント、アミューズ。
- 2005年（当時17歳） 高校で軽音楽部に入り音楽の道を目指し活動していたAIRIが、地元である滋賀県のテレビ番組の企画オーディションに見事合格し、この年にデビューする。
- 2008年 AIRIが当時バイトをしていたレンタルビデオ店にて芸能事務所アミューズにスカウトされる。それをきっかけに、当時A型の女性ボーカルを探していた本田光史郎（A型）と出会い意気投合しMAGIC PARTYを結成（以前ラジオで本人たちが語っていた）。アコースティック形態やバンド形態でライブ活動を始める。
- 2009年
  - 9月16日 LIMITED SINGLE「エリナリ」をリリース。日本テレビ系「音楽戦士 MUSIC FIGHTER」2009年9月度 POWER PLAY
  - 11月11日 1st SINGLE（インディーズ）「Believe in Paradise」をリリース。この曲はテレビドラマ「深夜食堂」のエンディング曲に起用。
- 2009年12月2日 2nd SINGLE（インディーズ）「奇跡の夜」をリリース。この曲で風味堂の渡和久と初のコラボをしている。
- 2010年
  - 8月18日 メジャーデビューシングル「今夜はMAGIC BOX」をリリース。映画「NECK」の主題歌。カップリングの「わがままJOYガール」は吉高由里子主演のWOWOW放送のミッドナイトドラマ「豆腐姉妹」の主題歌。
  - 11月17日 メジャー2nd SINGLE「エガオノマホウ」をリリース。TVアニメ「FAIRY TAIL」のオープニングテーマに起用。
- 2011年
  - 7月20日 タワレコ限定SINGLE「CHEEK & WINK with カジヒデキ / DIG ME ! with ヒダカトオル」をリリース。
  - 8月17日 キャリア初のミニアルバムにして、コラボレイトアルバム「2対5」をリリース。カジヒデキ、ヒダカトオルに続き、小西康陽、松田岳二、會田茂一とコラボしている。
- 2012年
  - 6月23日 6月をもってグループの解散を発表。

## ディスコグラフィー

### 参加作品
| 発売日         | タイトル                                                           | 規格品番   | 収録曲             | 備考             |
| -------------- | ------------------------------------------------------------------ | ---------- | ------------------ | ---------------- |
| 2011年08月17日 | アニメ「FAIRY TAIL」オープニング & エンディングテーマソングスVol.1 | PCCA-03469 | 09. エガオノマホウ | ポニーキャニオン |

## ミュージックビデオ
| 監督         | 曲名                                  |
| kanamedia    | 「First Up」「ブラックアウト」        |
| 川村ケンスケ | 「奇跡の夜」                          |
| 木原猛       | 「Believe in Paradise」               |
| 土屋隆俊     | 「エガオノマホウ」「今夜はMAGIC BOX」 |
| 中野敬久     | 「エリナリ」                          |

## 出演
- 2010年08月18日 - フジテレビ系「魁!音楽番付Eight」
- 2010年08月20日 - 日本テレビ系「ハッピーMusic」
- 2010年08月28日 - フジテレビ系「ミュージックフェア21」
- 2011年11月30日 - TBS系「ライブB」

## ライブ
- 2011年09月11日 - つま恋ロマンスポルノ '11 〜ポルノ丸〜